# Decimalsystemet
Denna artikel handlar om decimalsystemet för måttenheter. Se också decimala talsystemet.
Decimalsystemet är ett äldre svenskt decimalsystem för måttenheter, främst avsett för längdmått. Systemet hade, liksom metersystemet, 10 som bas, till skillnad från de tidigare använda verkmåttens  duodecimalsystem, med 12 som bas. Redan under 1600-talet började Anders Bure försöka införa decimalsystemet om mått, mål och vikt i Sverige, och Georg Stiernhielm föreslog senare att det skulle bli standard. Decimalsystemet var i bruk under åren 1855 till 1889. Tre nya längdmått infördes: rev, gran och skrupel. Sedan genomfördes metersystemet som används än idag.

## Längdenheter i systemet
| rev | stång | (svensk) fot | decimaltum | nylinje | gran   | skrupel | SI-enhet     |
| --- | ----- | ------------ | ---------- | ------- | ------ | ------- | ------------ |
| 1   | 10    | 100          | 1000       | 10000   | 100000 | 1000000 | 29,6904 m    |
|     | 1     | 10           | 100        | 1000    | 10000  | 100000  | 2,96904 m    |
|     |       | 1            | 10         | 100     | 1000   | 10000   | 296,904 mm   |
|     |       |              | 1          | 10      | 100    | 1000    | 29,6904 mm   |
|     |       |              |            | 1       | 10     | 100     | 2,96904 mm   |
|     |       |              |            |         | 1      | 10      | 0,296904 mm  |
|     |       |              |            |         |        | 1       | 0,0296904 mm |

Grundenheten var fot. Den var lika med en fot i det gamla verkmåttsystemet. Namn på ingående måttenheter kan även finnas i andra måttsystem, där de kan ha avvikande storlek. Exempelvis är en tum i verkmåttsystemet 24,74 mm, en tum i decimalsystemet 29,69 mm, medan den tum som idag i vissa sammanhang alltjämt och föråldrat menas är en (international) inch, s.k. engelsk tum, som numera är exakt 25,400 mm. Översättningen av inch till tum är missvisande, eftersom dessa ord inte är synonyma; principiellt ska storheter (sorter) inte alls översättas.
I systemet ingick även 1 mil. Den definierades som 360 rev=3 600 stänger=36 000 fot, det vill säga ca 10 688,54 meter motsvarande den tidigare milen.
Gran och skrupel förekommer även som viktmått hos gamla apotek.